# 816
Cette page concerne l'année 816  du calendrier julien.
L'année 816 est une année bissextile qui commence un mardi.

## Événements

### Asie
- 8 juillet[1] : au Japon, le moine bouddhiste Kūkai obtient de la cour d'installer sa communauté religieuse sur le mont Kōya[2].

- Inde : Nagabhata II, roi Pratihâra d’Avanti vainc le roi de Kanauj Chakrayudha puis son puissant allié Dharmapala, roi du Bengale. Il établit sa capitale à Kanauj[3]. Il forme une confédération contre les Rastrakuta mais est vaincu par Govinda III.

- Khurramiya (révolte religieuse) en Adharbaydjan et en Iran (fin en 837) dirigée par le persan Babak, fils d’un marchand d’huile, au nom du mazdéisme et du mazdakisme. Elle sera réprimée par le persan Afchin en 835-838[4]. Babak met en pratique le partage des terres et le morcellement des grandes propriétés musulmanes.

### Europe
- Mars : Léon V l'Arménien bat les Bulgares à Mesembria ; un traité de paix entre les Bulgares et l'Empire byzantin est conclu pour trente ans[5].
- 22 juin : début du pontificat d'Étienne IV (fin en 817)[6].
- 6 juillet : les troupes de l'émir de Cordoue qui ont envahi la marche d'Espagne se retirent par suite de la résistance franque[7].
- Août : Ebbon, frère de lait de Louis le Pieux, est nommé archevêque de Reims[8].
- Septembre : un concile réforme la vie monastique sous l'influence de Benoît d'Aniane, suivi par une série de conciles à Aix-la-Chapelle (816, 817, 818, 819). Au siège épiscopal est adjoint un collège de chanoines qui résident selon la loi monastique dans un cloître attenant à la cathédrale (816). La règle bénédictine est généralisée (818). La discipline canonique est rappelée aux clercs qui se comportent en laïcs[9].
- 5 octobre : sacre de Louis Ier le Pieux à Reims par le pape Étienne IV[10]. Lors d'une entrevue à Reims avec le pape Étienne IV, venu pour le sacrer empereur, Louis reconnaît l’existence du patrimoine de Saint Pierre[11].
- Novembre : Louis le Pieux reçoit les ambassadeurs de l'émir de Cordoue Al-Hakam à Compiègne et renouvelle la trêve pour trois ans[7].

- Louis le Pieux destitue le comte de Bordeaux, Seguin (Sigwin), ce qui provoque la révolte des Gascons, qui le considéraient comme « leur duc ». L'empereur envoie une armée dirigée par son fils Pépin qui les réduit en deux campagnes[12].
- Louis le Pieux renonce à la possibilité de transformer en précaire les terres d’Église dépassant pour chaque abbaye ou évêchés le minimum vital. La propriété ecclésiastique recommence de croître[11].
- Le légendaire Ugo Colonna aurait été envoyé par le pape pour reconquérir la Corse sur les Sarrasins[13].

## Naissances en 816
- Henjō, moine et poète japonais

## Décès en 816
- 12 juin : Léon III, pape
- 28 octobre : Bégon de Paris, comte